# Лука Спасојевић
Лука Спасојевић Уча (Бабајић, код Љига, 21. новембар 1916 — Трбушница, код Лазаревца, 8. јун 1943) био је учесник Народноослободилачке борбе и народни херој Југославије.
Био је командант места Љиг и командант Првог шумадијског партизанског одреда.

## Биографија
Родио се у селу Бабајић, код Љига, 21. новембра 1916. године у земљорадничкој породици. Основну школу је завршио у Љигу, нижу гимназију у Горњем Милановцу, а Учитељску школу 1937. године у Јагодини. Школу за резервне официре завршио је 1938. године у Сарајеву. Као учитељ радио је у Кожинцу, код Прокупља, у школској 1938/39, а затим у Горњој Топлици, код Мионице, где остаје до почетка рата. У Љигу је 1940. године постао члан Савеза комунистичке омладине Југославије (СКОЈ), а годину дана касније и члан Комунистичке партије Југославије (КПЈ).
У току Априлског рата заробљен је као официр код Чачка, али је успео да побегне из логора. У свом селу неуморно ради на припреми устанка. Када је формирана Колубарска чета Ваљевског партизанског одреда у јулу био је међу првим борцима. Због храбрости и поузданости предводио је вод. У Љигу је 10. септембра 1941. године дошло до сукоба између Ваљевског партизанског одреда и Немаца. Борба је трајала цео дан, а један од најистакнутијих бораца био је Лука Спасојевић. Том приликом га је тешко ранио непријатељски пројектил.
Када се опоравио од рањавања, постављен је за команданта места у Љигу. Ту је остао све до 7. новембра 1941. године, када су се партизани морали повући у Белановицу, где је руководио четом. Током Прве непријатељске офанзиве са осталим партизанским снагама је кренуо према Руднику, Ужицу и Златибору. Врховни штаб је донео одлуку да се делови Колубарског, Космајског и Другог шумадијског одреда врате у ваљевски крај. Међу њима је био и Спасојевић. Због сталних притисака од стране непријатеља, са јединицом стиже до Дрине, па преко Шаргана долази под Маљен. Ту је формиран Сувоборски партизански одред у коме је Лука био прво командир, а затим и политички комесар Шесте чете. После дуге и тешке борбе која је вођена у Мравињацима и због великих губитака крајем марта 1942. године, у име руководства Лука је саопштио борцима да се пребацују у мање групе од неколико бораца.
Касније прелази у Први партизански одред „Милан Благојевић”, са којим изводи низ акција. Постаје командант Првог шумадијског одреда и учествује у уништавању железничких станица у Бањи, Умчарима, Малој Иванчи, на уништавању пруге узаног колосека Београд−Ужице и у нападу на руднике у Мисачи и Рудовцима. У једном од бројних сукоба са четницима у селу Брајковцу, код Лазаревца, 7. јуна 1943. године је рањен. Дан касније преминуо је у селу Трбушници, где је пренет на лечење.
Указом председника ФНР Југославије Јосипа Броза Тита 8. октобра 1953. проглашен је за народног хероја Југославије.

## Галерија
- Споменик палим борцима и жртвама фашизма у Љугу
- Спомен-плоча на споменику у Љугу
- Спомен-плоча код споменика у Љигу
- Спомен-биста у Љигу
- Спомен-биста у Љигу
- Орден народног хероја